# Championnat d'Islande de football 1944
Navigation
Saison précédente Saison suivante
La saison 1944 du Championnat d'Islande de football était la 33e édition de la première division islandaise.
C'est le Valur Reykjavik qui conserve son titre, c'est le 10e titre de champion du club.
Au départ, les cinq clubs inscrits sont tous basés à Reykjavik, c'est un nouveau record pour le championnat. Cependant, le club d'IR Reykjavik se retire après un match (et une défaite 8-0 contre Fram Reykjavik). Le résultat de ce match est donc annulé.

## Les 5 clubs participants
- KR Reykjavik
- Fram Reykjavik
- Valur Reykjavik
- Vikingur Reykjavik
- IR Reykjavik

## Compétition

### Classement
Le barème de points servant à établir le classement se décompose ainsi :
- Victoire : 2 points
- Match nul : 1 point
- Défaite : 0 point

| Rang | Équipe               | Pts | J | G | N | P | Bp | Bc | Diff |
| ---- | -------------------- | --- | - | - | - | - | -- | -- | ---- |
| 1    | Valur Reykjavik T    | 5   | 3 | 2 | 1 | 0 | 6  | 3  | +3   |
| 2    | KR Reykjavik         | 4   | 3 | 2 | 0 | 1 | 3  | 2  | +1   |
| 3    | Vikingur Reykjavik   | 2   | 3 | 0 | 2 | 1 | 4  | 6  | -2   |
| 4    | Fram Reykjavik       | 1   | 3 | 0 | 1 | 2 | 3  | 5  | -2   |
| 5    | IR Reykjavik forfait |     |   |   |   |   |    |    |      |

|  | Champion d'Islande 1944 |

### Matchs
Tous les matchs se sont disputés au stade de Melavöllur à Reykjavik.
| Résultats (▼dom., ►ext.)                                   | Fra | Vik | Val | KR  |
| Fram Reykjavik                                             |     | 2-2 | 1-2 | 0-1 |
| Vikingur Reykjavik                                         |     |     | 2-2 | 0-2 |
| Valur Reykjavík                                            |     |     |     | 2-0 |
| KR Reykjavik                                               |     |     |     |     |
| - Victoire à domicile - Match nul - Victoire à l'extérieur |     |     |     |     |

## Bilan de la saison
| Tableau d'Honneur                 |                 |
| Compétition                       | Vainqueur       |
| Championnat d'Islande de football | Valur Reykjavik |